# Sympycnus formosinus
Sympycnus formosinus är en tvåvingeart som beskrevs av Becker 1922. Sympycnus formosinus ingår i släktet Sympycnus och familjen styltflugor. Inga underarter finns listade i Catalogue of Life.